# Kabinet-Pisas I
Het kabinet-Pisas was een interim-kabinet van Curaçao. Het bestond uit een coalitie, bekend als het Blok van 12, onder leiding van MFK-voorman Gerrit Schotte. Het blok bestond uit de fracties Movementu Futuro Kòrsou, Movementu Progresivo, Pueblo Soberano, Kòrsou di Nos Tur en twee onafhankelijke statenleden, Eduard Braam en Gassan Dannawi, die tezamen een meerderheid in de Staten van Curaçao vormde.
Het kabinet-Pisas was de opvolger van het kabinet-Koeiman, dat op 12 februari 2017 gevallen was. Het stond onder leiding van minister-president Gilmar Pisas en werd beëdigd op 24 maart 2017. Het kabinet zou achter de schermen sterk beïnvloed worden door Statenlid Gerrit Schotte, die zelf vanwege zijn strafblad niet kan plaatsnemen in het kabinet.
Het kabinet-Pisas was een interim-kabinet dat als opdracht kreeg de Statenverkiezingen van 28 april 2017 voor te bereiden. Het kabinet legde op 27 maart 2017 een ontwerp-Landsbesluit ter vaststelling voor aan de Gouverneur van Curaçao met als strekking dat het Landsbesluit van 12 februari 2017, waarbij de verkiezingen voor 28 april 2017 zijn uitgeschreven, zou worden ingetrokken. De Gouverneur weigerde dit ontwerp-Landsbesluit te ondertekenen en droeg het ter vernietiging voor aan de Raad van Ministers van het Koninkrijk der Nederlanden. Op 28 maart 2017 werd het ontwerp-Landsbesluit door het kabinet weer ingetrokken. De Nederlandse Minister van Binnenlandse Zaken en Koninkrijksrelaties Ronald Plasterk zou dit Landsbesluit van Kabinet-Pisas later kwalificeren als een staatsgreep.
Op 31 maart 2017 besloot de Raad van Ministers van het Koninkrijk een Algemene Maatregel van Rijksbestuur voor te bereiden om te verzekeren dat de Statenverkiezingen op 28 april 2017 op ordentelijke wijze doorgang konden vinden. Hierin werd voorgesteld om de bevoegdheden die nodig zijn voor het organiseren van de verkiezingen op 28 april 2017 op Curaçao te beleggen bij de Gouverneur van Curaçao. De AMvR is voor spoedadvies voorgelegd aan de Raad van State. De Algemene Maatregel van Rijksbestuur, waarbij de organisatie van de verkiezingen en alles wat daarmee samenhangt is belegd bij de Gouverneur van Curaçao, is op 3 april 2017 afgekondigd. Hiermee zette de Rijksministerraad voor het eerst sinds de inwerkingtreding van het Statuut in 1954, het zware middel van de Algemene Maatregel van Rijksbestuur in om het democratisch proces in een van de landen van het Koninkrijk veilig te stellen.
De verkiezingen leverden een meerderheid op voor de partijen PAR, MAN en PIN, die ook het voorgaande Kabinet-Koeiman vormden. De formatie van een kabinet met deze samenstelling werd bespoedigd doordat de eerdere afspraken van het kabinet-Koeiman nog grotendeels konden worden overgenomen, en er verdenkingen speelden dat het zittende interim-kabinet zijn positie zou misbruiken. Het nieuwe Kabinet-Rhuggenaath wordt geleid door de voormalig minister van economische ontwikkeling, Eugene Rhuggenaath, en werd op 29 mei 2017 beëdigd.

## Bewindslieden
| Ministerie                                              | Minister                   | Periode                       | Partij        | Opmerkingen |
| ------------------------------------------------------- | -------------------------- | ----------------------------- | ------------- | --- |
| Minister-President                                      | Gilmar Pisas               | 24 maart 2017 - 29 mei 2017   | MFK           | Tevens minister van Algemene Zaken en minister van Justitie |
| Minister van Justitie                                   | Gilmar Pisas               | 24 maart 2017 - 29 mei 2017   | MFK           | |
| Minister van Verkeer, Transport en Ruimtelijke Planning | Ruthmilda Larmonie-Cecilia | 24 maart 2017 - 30 maart 2017 | PS            | Was tevens informateur en formateur bij de totstandkoming van het kabinet Trad af nadat de Rijksministerraad de bevoegdheden voor het organiseren van de verkiezingen bij de Gouverneur van Curaçao belegde |
| Minister van Sociale Ontwikkeling, Arbeid en Welzijn    | Jaime Córdoba              | 24 maart 2017 - 29 mei 2017   | PS            | |
| Minister van Economische Ontwikkeling                   | Errol Goeloe               | 24 maart 2017 - 2 juni 2017   | KdNT          | |
| Minister van Bestuur, Planning en Dienstverlening       | Norberto Vieira Ribeiro    | 24 maart 2017 - 29 mei 2017   | KdNT          | |
| Minister van Gezondheid, Milieu en Natuur               | Sisline Girigoria          | 24 maart 2017 - 29 mei 2017   | MP            | |
| Minister van Financiën                                  | Lourdes Alberto            | 24 maart 2017 - 29 mei 2017   | onafhankelijk | Was voorgedragen door Statenlid Eduard Braam |
| Minister van Onderwijs, Wetenschap, Cultuur en Sport    | Maurina Esprit-Maduro      | 24 maart 2017 - 29 mei 2017   | onafhankelijk | Was voorgedragen door Statenlid Gassan Dannawi |

## Gevolmachtigd ministers
| Functie                                   | Benoemd        | Periode                     | Partij | Opmerkingen                            |
| ----------------------------------------- | -------------- | --------------------------- | ------ | -------------------------------------- |
| Gevolmachtigd minister in Den Haag        | Leendert Rojer | 13 april 2017- 2 juni 2017  |        | tevens rijksminister met eigen kabinet |
| Plv. Gevolmachtigd minister in Den Haag   | vacant         |                             |        |                                        |
| Gevolmachtigd minister in Washington D.C. | Xavier Prens   | 24 maart 2017 - 29 mei 2017 |        | zetelt op de Nederlandse ambassade     |

Schotte ·
Betrian ·
Hodge ·
Asjes ·
Whiteman I ·
Whiteman II ·
Koeiman ·
Pisas I ·
Rhuggenaath ·
Pisas II